# Xenoplatyura schineri
Xenoplatyura schineri är en tvåvingeart som först beskrevs av Frederick Askew Skuse 1888.  Xenoplatyura schineri ingår i släktet Xenoplatyura och familjen platthornsmyggor. Inga underarter finns listade i Catalogue of Life.